# Antônio de Queirós Teles, conde de Parnaíba

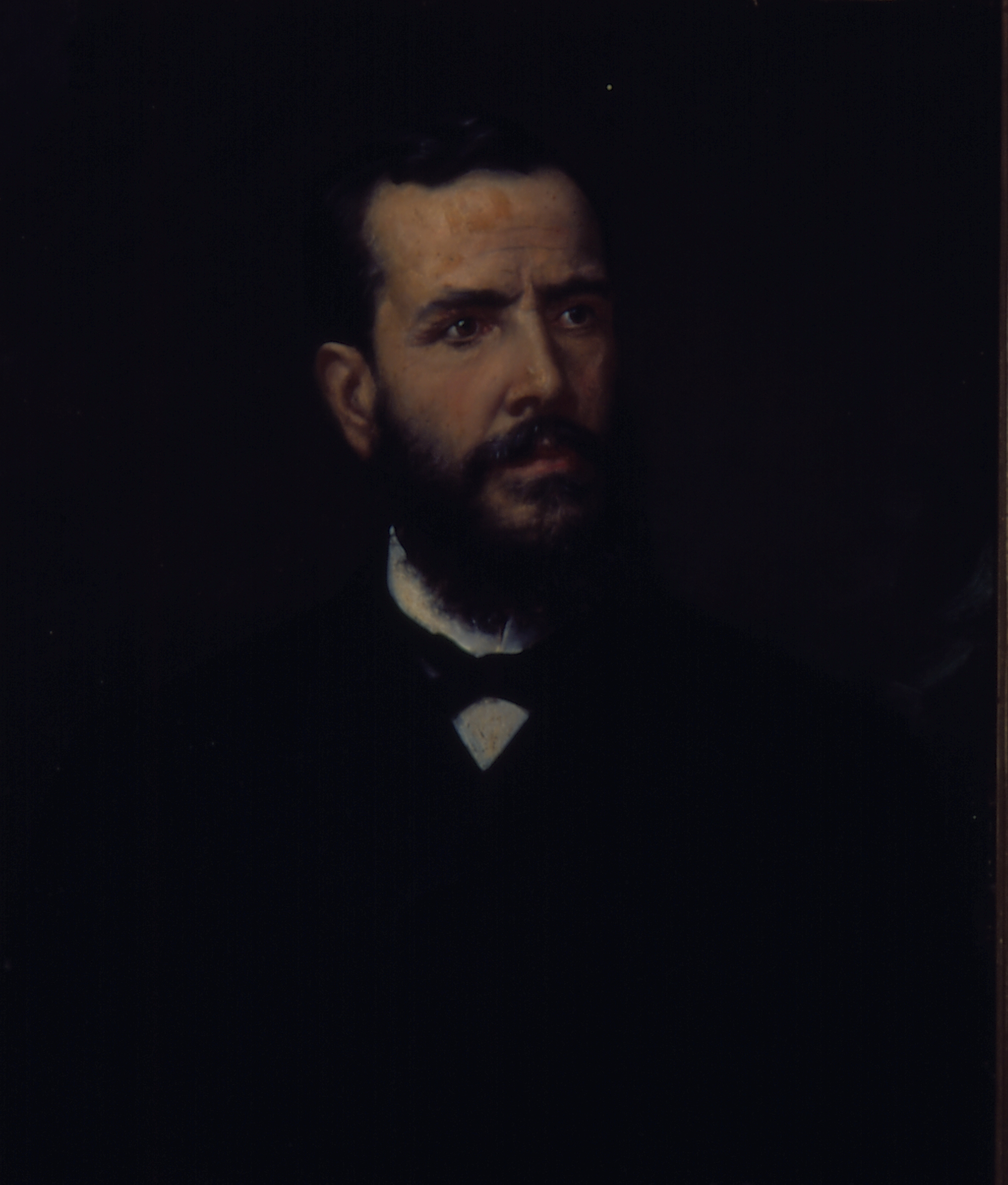
Em pintura de Franco Sá Boris.

Antônio de Queirós Teles, segundo barão e visconde com grandeza e primeiro e único conde de Parnaíba, (Jundiaí, 16 de agosto de 1831 — Campinas, 6 de maio de 1888) foi um proprietário rural e político brasileiro.

## História
Oitavo filho do barão de Jundiaí e de Ana Leduína de Morais e irmão do barão do Japi, Joaquim Benedito de Queirós Teles e da segunda baronesa de Jundiaí, Ana Joaquina do Prado Fonseca.
Casou-se em 13 de junho de 1854 em Itu com Rita M'bicy Tibiriçá Piratininga (Itu, 28 de abril de 1841 – São Paulo, 26 de fevereiro de 1901), filha de João Tibiriçá Piratininga e Maria Antonia Camargo, sendo tia de Jorge Tibiriçá Piratininga. Com ela teve treze filhos, dentre os quais o engenheiro Antônio de Queirós Teles Júnior.
Formou-se pela Faculdade de Direito da Universidade de São Paulo, onde matriculou-se em 1850, havendo se formado em 1854, tendo iniciado a carreira de advogado em Itu. Em 1855 iniciou na sua carreira de político, tendo sido eleito à assembleia provincial por três biênios, de 1856 a 1861. Ocupou a presidência de Itu. Seu mais alto cargo foi o de presidente da Província de São Paulo, de 26 de abril a 16 de julho de 1886 e de 26 de julho de 1886 a 19 de novembro de 1887.
Sempre se mostrou preocupado e interessado no tema da imigração e colonização do interior da província. A Hospedaria de Imigrantes da capital de São Paulo, foi construída e inaugurada sob a presidência do Conde de Parnaíba, em execução da Lei nº 56, de 21 de março de 1885, destinada a receber os imigrantes procedentes do estrangeiro ou de outros Estados da União.
Foi também presidente da Companhia de Estradas de Ferro Mogiana de 1873 a 1886.
Somente em novembro e dezembro de 1887 tomou parte da reunião dos lavradores paulistas para estabelecerem um prazo máximo de 3 anos para a libertação dos escravos. Esse prazo foi compreendido pelos abolicionistas de São Paulo como uma afronta. Até então, durante a presidência da província de São Paulo, Parnaíba havia colaborado intensamente para a repressão às fugas de escravos, assim como às atividades abolicionistas. Nesses momentos finais da existência do cativeiro, os conflitos entre escravocratas e abolicionistas intensificaram-se em todo o Império, marcados, principalmente, pela orientação política repressora do então gabinete presidido pelo Barão de Cotegipe (1885–1888).
Seus títulos nobiliárquicos recordam a chegada do caminho de ferro da Mogiana às cercanias do Rio Parnaíba, cidade de Santana de Parnaíba, São Paulo. Foi Comendador da Ordem da Rosa.
O título de Barão foi-lhe concedido em 31 de dezembro de 1880, tendo sido elevado a Visconde, com Grandeza, em 7 de maio de 1887 e a Conde em 3 de dezembro de 1887 (D. Pedro II).
Faleceu em virtude da febre amarela, contraída no Rio de Janeiro, onde havia ido acompanhar um filho que seguia para a Europa. Foi sepultado em Itu.
Homenageado em Jundiaí com a Rua Conde de Parnaíba e com a Escola de Educação Conde de Parnaíba, uma das mais antigas escolas públicas da cidade, em Itu/SP com uma praça e em Conchal/SP com uma rua.

## Genealogia
7-10 Dr. Antônio de Queirós Teles, formado em direito, foi um prestigioso cidadão, influência política no partido conservador no regime passado, pelo que ocupou o cargo de presidente da província de S. Paulo. A seus esforços, principalmente, se deve a construção da estrada de ferro da Companhia Mogiana, de que foi por muitos anos diretor; por seus serviços à causa pública recebeu do governo imperial o título de conde de Parnaíba; foi casado com Rita Mbicy Tibiriçá de Queirós Teles, condessa consorte de Parnaíba, falecida em 1901, filha de João Tibiriçá Piratininga e de Maria Antonia de Camargo. V. 5.º pág. 42. Faleceu em Campinas vitimado pela febre amarela que tinha contraído no Rio de Janeiro, e teve:
8-1 Dr. Antônio de Queirós Teles casado com Evangelina da Fonseca Queirós f.ª do Dr. Francisco Emídio da Fonseca Pacheco e de Anna de Almeida Prado. V. 3.º pág. 101. Teve:
9-1 Antônio de Queirós Teles Júnior. 
8-2 Jenny de Queiróz Teles casada com Urbano de Moraes Bueno, teve sete filhos.